# 大众咖喱香肠

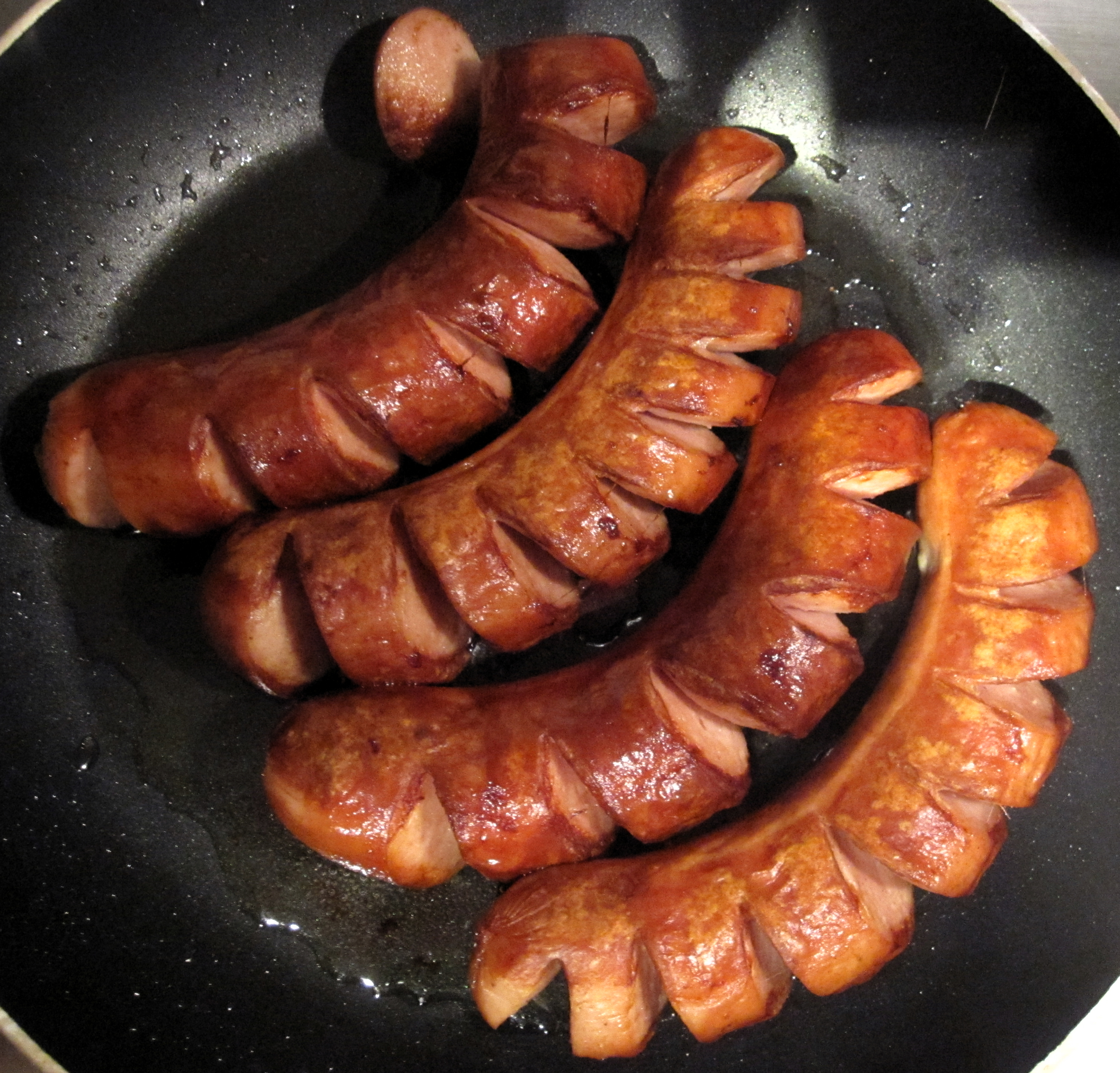
用平底锅煎制的小号大众咖喱香肠

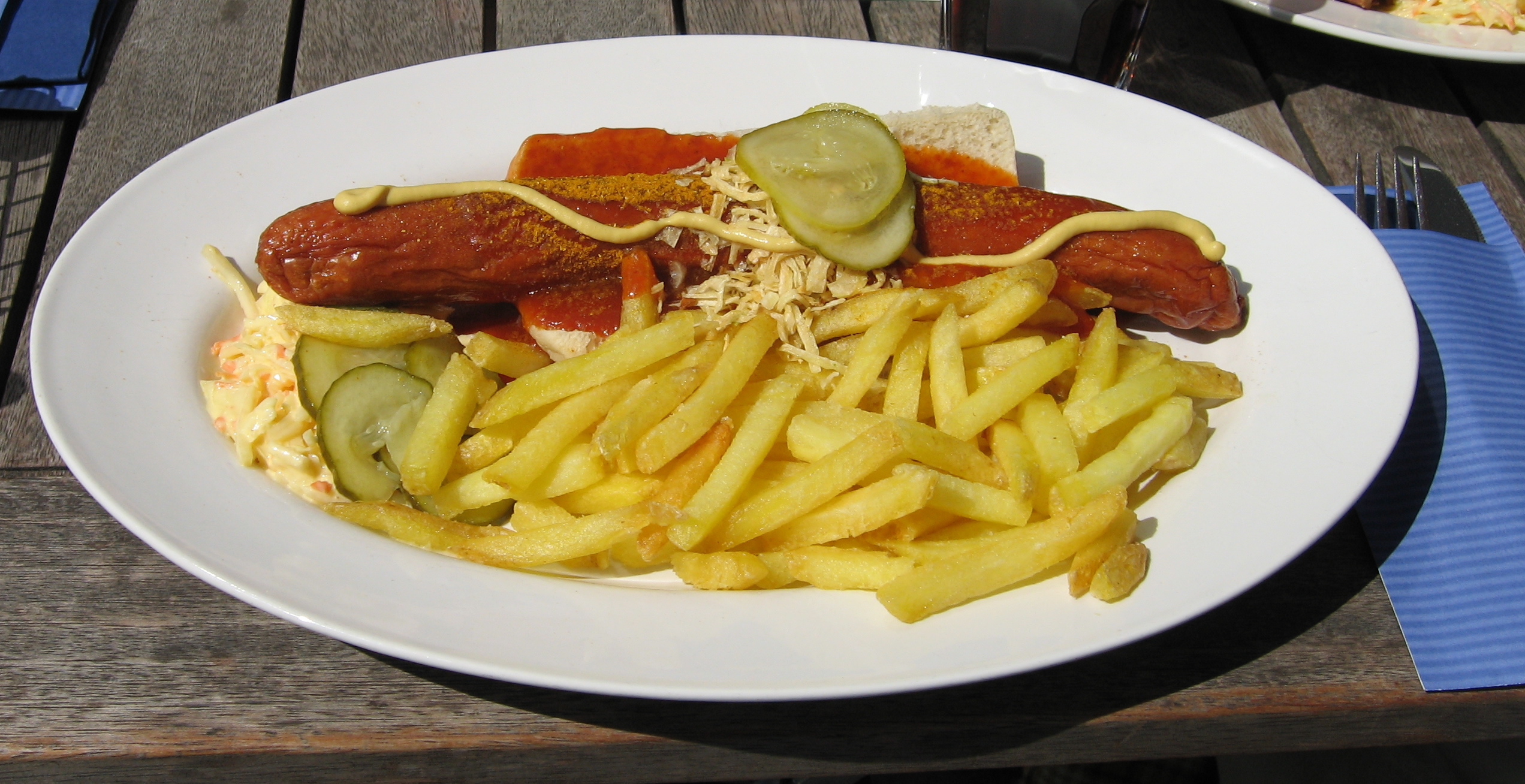
大份大众咖喱香肠，配薯条、面包和配菜

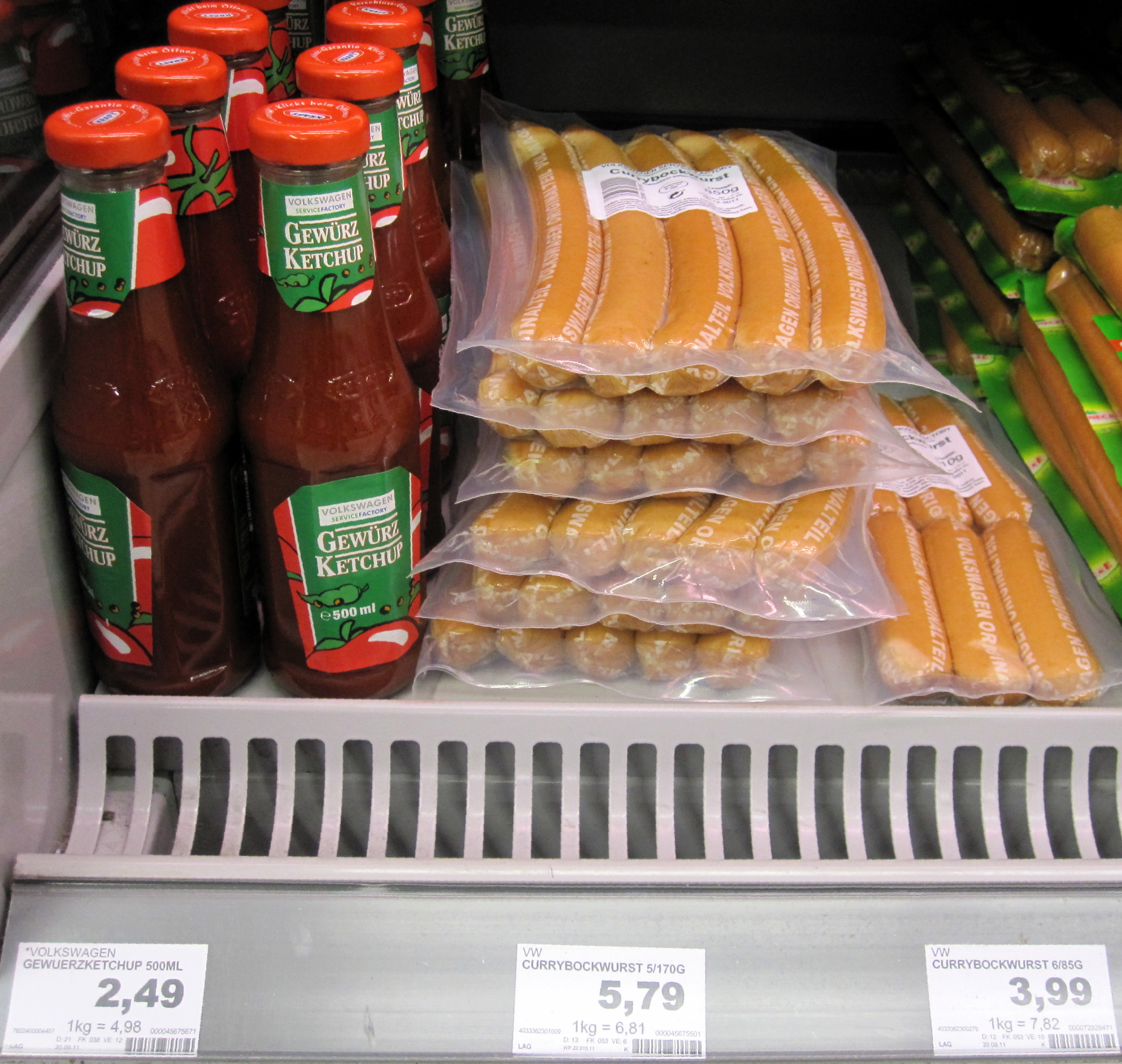
布伦瑞克一家超市出售的大、小两种大众咖喱香肠以及番茄酱

大众咖喱香肠（德語：Volkswagen-Currywurst，發音：[ˈfɔlksˌvaːɡn̩ ˈkœʁiˌvʊʁst]），产品本名为咖喱博克香肠（[ˈkœʁiˌbɔkvʊʁst]），是德国大众汽车自1973年以来在沃尔夫斯堡大众工厂生产的咖喱香肠，并在其六家德国工厂的餐厅以及超市和足球场出售，同时提供给大众客户。该款香肠以零件编号为199 398 500 A的“大众原装零件”（Volkswagen Originalteil）销售。
大众咖喱香肠被称为大众汽车所有零部件中产量最高的产品，2019年共生产约700万根香肠。近年来，该公司生产的香肠大于汽车的产量。大众还生产番茄酱，以零件编号为199 398 500 B的“大众原装零件”供应，作为咖喱香肠的调料，较传统番茄酱略粘稠。一包咖喱香肠和一瓶番茄酱的零售价约为9欧元。该工厂还生产一种以小麦为基础的素食版本。

## 概述
大众咖喱香肠由沃尔夫斯堡大众工厂的30人团队生产，共有两种长度规格：约5英寸（13）和约10英寸（25）。大号香肠重量约170克（6.0盎司）。
香肠采用每周三次配送至工厂的猪肉制成，猪肉切块经过修剪以去除多余的脂肪，脂肪含量约为20%，明显低于一般德国香肠的35%。生产工人随后之后将猪肉绞碎，与秘制香料混合，然后装入香肠皮中。每个香肠皮上都印有“Volkswagen Originalteil”（大众原装零件）的字样。经过装皮之后的香肠会被挂在架子上，在176 °C（349 °F）的高温下用山毛榉木熏制100分钟。香肠冷却后会由工人进行每五根为一包的密封包装。
在巅峰时期，该工厂每天生产约20,000根香肠，每年约1,181公噸（1,162長噸）。大众汽车集团表示，咖喱香肠不含蛋白粉、味精或磷酸盐，并宣布计划到2025年禁止员工餐厅供应所有工厂化养殖的肉类。
咖喱香肠在沃尔夫斯堡工厂的17个食堂和餐厅出售，通常搭配番茄酱和炸薯条。另外还出售咖喱香肠汤。为了庆祝该产品问世45周年，大众还生产了咖喱香肠汉堡和咖喱香肠披萨。
大众还出售与咖喱香肠搭配的餐具。其中一款为碟子，零件编号为33D 069 602。

## 历史

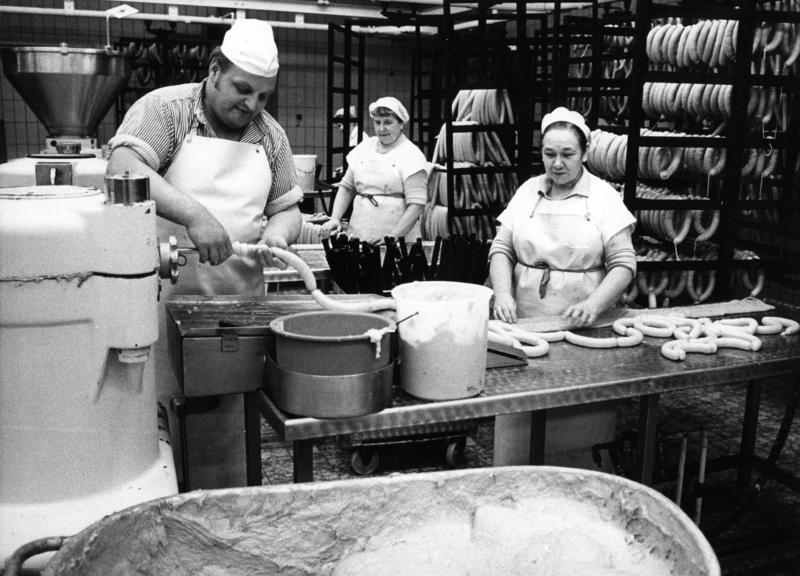
1973年大众沃尔夫斯堡工厂的屠宰场

由于地处偏远地带，大众自1938年沃尔夫斯堡工厂开业以来就一直为其工人生产食品。该工厂自1973年以来一直生产咖喱香肠。最初，该工厂从大众旗下的养殖场接收整只动物并在现场屠宰，但后来停止了这一做法，改为当地采购预先屠宰的动物。
大众咖喱香肠最初由猪肉和牛肉混配而成；然而，由于1990年代英国爆发疯牛病疫情，去除了牛肉成分。该产品曾在德国食品博览会上获奖，并获得过德国农业协会的金奖。该产品亦在大众汽车博物馆和德国咖喱香肠博物馆（已于2018年关闭）展出。
大众生产的咖喱香肠约有40%在其德国六家工厂的餐厅内消费；其余则在外部商店、超市和足球场出售。还有一部分被送到欧洲各地的大众汽车经销商处，这些经销商将咖喱香肠作为购买新车的客户的礼物。大众汽车使用外部销售的收益来补贴员工餐厅的食品价格。
该产品在11个国家有售；由于美国对进口未煮熟的肉类有限制，因此在美国无法销售，他們還曾派遣厨师团队前往美国，用当地食材复制该产品。该公司还希望将该产品出口到新加坡。
2010年代后半期，咖喱香肠产量有所增加。2015年，咖喱香肠产量为720万根，比2014年多出14%。2009年至2018年，咖喱香肠产量增长了264%，达681万根，成为大众汽车产量最高的产品，並於2019年达到峰值700万根。儘管咖喱香肠的銷量逐漸下滑，2023年仍售出640萬根，2024年，咖喱香肠突破過往紀錄，累積售出800萬根。近年来，大众生产的咖喱香肠大于汽车的产量。番茄酱产量也有所增加，从2014年的536,826（1,183,499磅）增加到2015年的608,208（1,340,869磅）。
素食咖喱香肠于2010年推出。2021年8月，大众汽车宣布将从其一家食堂中撤下传统的猪肉香肠，转而推出素食版本。此举引起前德国总理格哈德·施罗德的批评。施罗德在社交媒体帖子中表达了对此举的不满，称“咖喱香肠配薯条是熟练生产工人的能量棒之一……它应该保持这种状态。”